# Tavastehus regemente
Tavastehus regemente – fiński pułk piechoty w składzie wojsk szwedzkich m.in. okresu wojny trzydziestoletniej (1618–1648) i II wojny północnej (1655–1660). Swoją nazwę wziął od miasta Hämeenlinna (szw. Tavastehus).
W sierpniu 1655 liczył 662 żołnierzy, a jego pułkownikiem był niejaki Mellin.